# Giovanni Maria Padovano

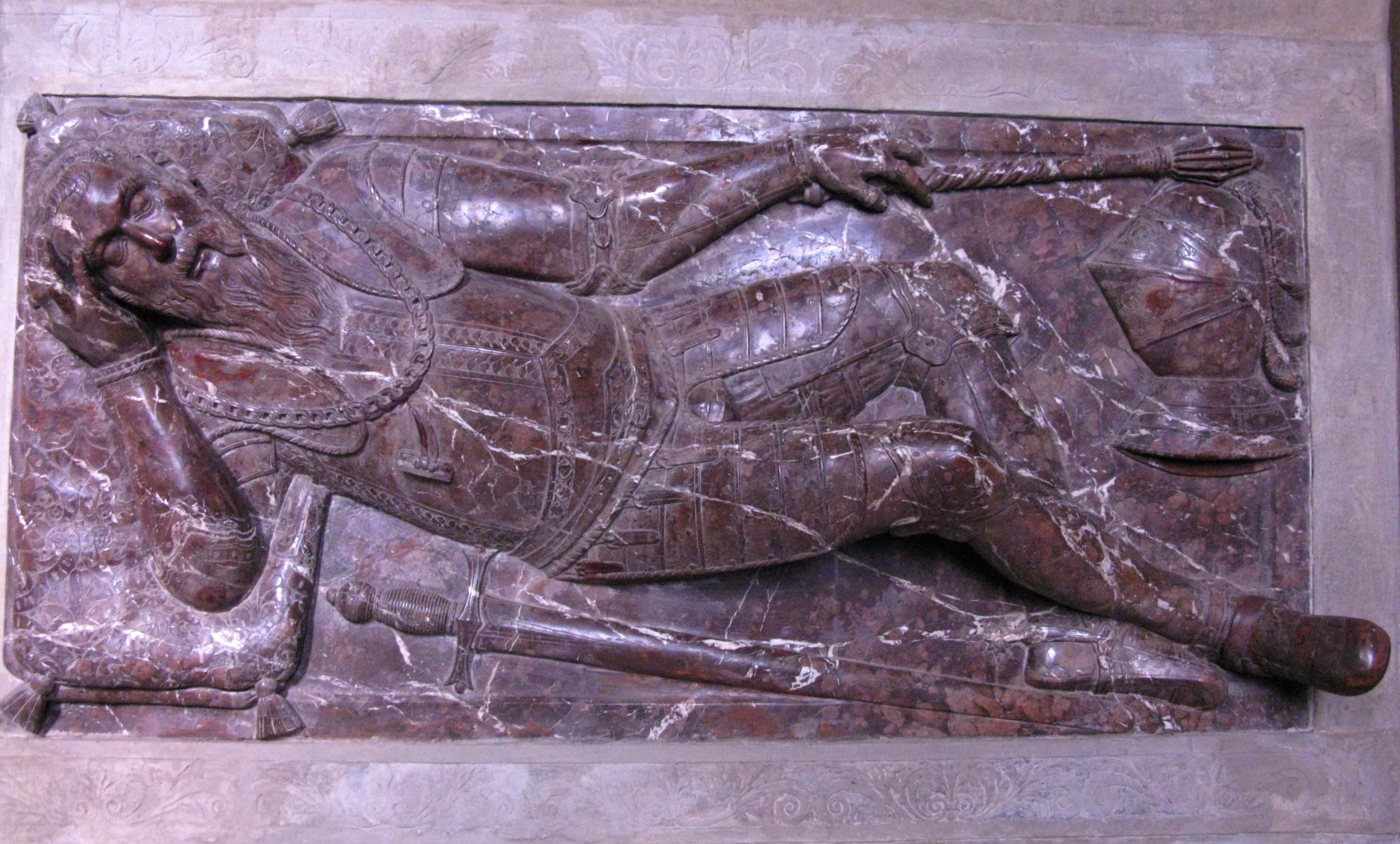
Nagrobek Jana Kamienieckiego w kościele franciszkanów w Krośnie

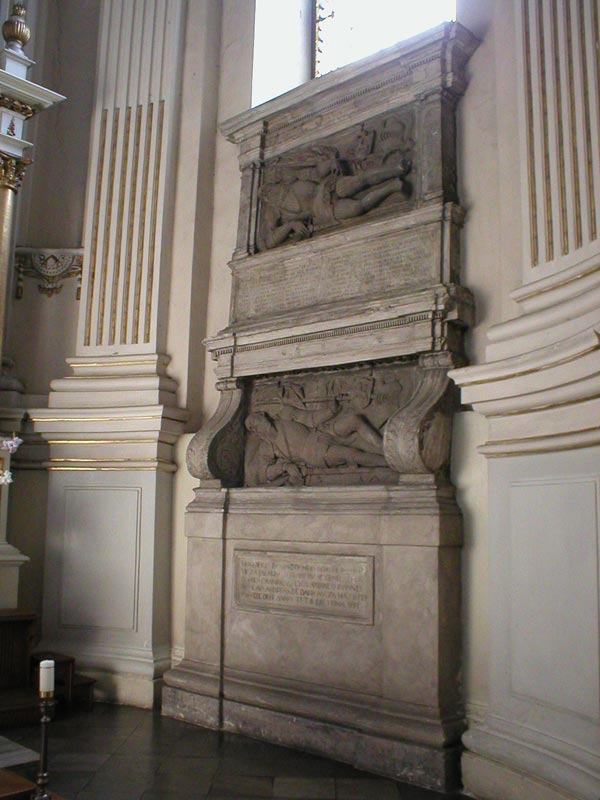
Nagrobek Mikołaja i Piotra Firlejów w kościele dominikanów w Lublinie

Giovanni Maria Padovano, właściwie Gian Maria Mosca (ur. 1493 w Padwie, zm. 1574 w Krakowie) – włoski rzeźbiarz.
W latach 1507–1512 uczył się w warsztatach rzeźbiarskich i złotniczych w Padwie. Zajmował się głównie małą rzeźbą, grupami figuralnymi oraz płaskorzeźbami. Główną pracą, z tego okresu, jest płaskorzeźba marmurowa Cud ze szklanką. W płaskorzeźbie tej widać jeszcze wpływ braci Lombardo, choć artysta zrywa już z izokefalizmem.
Do Polski przybył w 1532 na zaproszenie króla Zygmunta Starego, aby wykonać medale rodziny królewskiej. Medale przedstawiały Zygmunta Starego, królową Bonę, królewicza Zygmunta Augusta i królewnę Izabelę.
Na początku pobytu w Polsce zatrudnił się w warsztacie Berreciego. W roku 1533 rozpoczął samodzielną działalność. Do jego współpracowników należeli Giovanni Cini, Hieronim Canavesi i Jan Michałowicz z Urzędowa.
W roku 1536 Padowano ukończył marmurowe cyborium dla katedry krakowskiej.
W roku 1540 wykonał nagrobek dla biskupa Stanisława Oleśnickiego dla katedry poznańskiej.
Pracował na Wawelu przy Kaplicy Zygmuntowskiej. Wykonał nagrobki żon Zygmunta Augusta.
W latach 1545–1547 wykonał, na zamówienie królowej Bony, nagrobek arcybiskupa Piotra Gamrata. W 1552–1554 zaprojektował cyborium dla kościoła Mariackiego.
W roku 1554 wykonał nagrobek prymasa Mikołaja Dzierzgowskiego do katedry gnieźnieńskiej. Przy tym nagrobku współpracował z nim prawdopodobnie Hieronim Canavesi.
Pierwszym sygnowanym dziełem Padowana jest nagrobek rotmistrza Jana Kamienieckiego z roku 1560 w kościele Franciszkanów w Krośnie.
Największy pomnik dłuta Padovano stanął w katedrze tarnowskiej. Nagrobek początkowo przeznaczony był dla hetmana Jana Tarnowskiego. Prace zostały rozpoczęte w 1561 roku. Po przedwczesnej śmierci Jana Krzysztofa Tarnowskiego został w roku 1567 przerobiony na nagrobek piętrowy.
W latach 1571–1574 wykonuje przebudowę nagrobka Zygmunta Starego na podwójny. Dolna nisza zostaje przeznaczona na nagrobek Zygmunta Augusta.
Padowano zajmował się również twórczością architektoniczną. W 1558-1559 wykonał projekt schodów i loggie dla odbudowanych po pożarze krakowskich Sukiennic. W 1567 roku projektował pałac biskupa Samuela Maciejowskiego na Prądniku w Krakowie. Pracował w królewskim zamku w Niepołomicach. Dostarczał kamieniarkę okienną i drzwiową dla Wawelu.
Przypisuje mu się także autorstwo trójstrefowej attyki, wieńczącej ratusz w Sandomierzu.